# Eden, New South Wales
Eden là một thị trấn ven biển ở khu vực bờ biển phía Nam của bang New South Wales, Úc. Thị trấn này cách 478 km (297 dặm) về phía nam của Sydney. Đây vốn vùng gần biên giới với Victoria, nằm giữa vịnh Nullica và vịnh Calle ở phía nam, Eden nằm trên nhấp nhô đất liền kề với một bến cảng sâu tên là Snug Cove trên biên giới phía tây. Vào năm 2006 theo điều tra dân số thì Eden có khoảng 3.006 người cư ngụ tại đây. Ở bờ biển phía đông của Eden có những vách đá gồ ghề những ở phía nam thì có những bãi biển rộng cát vàng để thoải mái lướt sóng ở bãi biển Aslings nằm gần phía bắc của các vách đá. Bãi biển kết thúc ở lối vào hồ Curalo.
Mặc dù việc thiết lập đô thị Eden bắt đầu vào năm 1843 nhưng nó không được chính thức tuyên bố là thị trấn cho đến ngày 20 tháng 3 năm 1885. Kinh tế chủ yếu của thị trấn là các ngành công nghiệp bao gồm đánh bắt cá, lâm nghiệp và du lịch. Ở vùng này, người thổ dân địa phương sống trong khu vực trước khi người châu Âu đến cũng như người Thaua hoặc Thawa. Những con tàu đánh bắt cá voi đã hoạt động trong khu vực này từ năm 1791. George Bass lần đầu tiên đã trú ẩn ở đây vào tháng 2 năm 1798, và sau đó có ghi chép lại vùng đất này chuyến đi tháng 12 năm 1797. Sau đó, vào tháng 9 cùng nằm, trên một chuyến đi tiếp theo với Matthew Flinders, ông và Flinders khảo sát vịnh lần đầu tiên. Họ cũng đã liên lạc đầu tiên với các thổ dân địa phương.